# Call of Duty: Advanced Warfare
Call of Duty: Advanced Warfare é um jogo eletrônico de tiro em primeira pessoa produzido pela Sledgehammer Games e publicado pela Activision (Square Enix no Japão). É o décimo primeiro jogo principal da série Call of Duty e o primeiro a ser produzido principalmente pela Sledgehammer Games. Foi lançado para Microsoft Windows, PlayStation 4, Xbox One, Xbox 360 e PlayStation 3 no dia 4 de Novembro de 2014. Em adição, um dia antes do lançamento oficial foi editada a Call of Duty: Advanced Warfare - Day Zero Edition que continha XP duplo para o primeiro dia e duas armas exclusivas.
As versões PlayStation 3 e Xbox 360 foram produzidas pelo High Moon Studios, assim como houve uma colaboração da Raven Software para a criação do multijogador. É o primeiro jogo da série que não foi lançado numa plataforma da Nintendo desde Call of Duty: Modern Warfare 2 (2009).
A história começa em 2054, ano em que a organização terrorista KVA fez vários ataques em simultâneo a reactores nucleares pelo mundo inteiro, fazendo com que os governos fiquem em tumulto e com as defesas incapacitadas. Como resultado, os Estados Unidos procuram a Corporação Atlas, a maior e mais poderosa companhia militar privada que tem como CEO e fundador Jonathan Irons (Kevin Spacey), para ajudar na luta assim como para a reconstrução da ordem global. O jogador controla Jack Mitchell (Troy Baker), um soldado da Atlas e um ex-Fuzileiro que perdeu o seu braço esquerdo numa batalha contra a Coreia do Norte em Seul. Mitchell com o apoio de outros soldados e de tecnologia de ponta, tem de lutar contra o KVA, enquanto descobre uma conspiração mundial que envolve a Atlas.
Call of Duty: Advanced Warfare teve um ciclo de produção de três anos ao invés dos habituais dois. De acordo com a Activision, este novo ciclo de produção fez com que a Sledgehammer Games conseguisse criar um mundo quase foto-realista, diferente de tudo o que a série já tinha apresentado até então. Foi usado um novo motor caseiro construído de raiz, isto apesar das novas animações, renderizações, os novos sistemas de física e o áudio trabalharem com os códigos antigos.
Call of Duty: Advanced Warfare foi bem recebido pelos críticos. Os sites de críticas agregadas GameRankings e Metacritic dão à versão PlayStation 4 83.26% e 83/100 e à versão Xbox One 82.88% e 81/100, respectivamente. A empresa NPD Group revelou que Call of Duty: Advanced Warfare foi o jogo mais vendido em 2014 nos Estados Unidos.

## Jogabilidade

Em Advanced Warfare são apresentados os exoesqueletos que permitem ao jogador, por exemplo, dar enormes saltos na vertical.

Advanced Warfare, tal como os outros jogos Call of Duty, é apresentado numa perspectiva de primeira pessoa. O jogo tem diversas mudanças em comparação com os anteriores; Advanced Warfare não usa o tradicional "heads-up display" (HUD) ao invés toda a informação relacionada com o jogador é mostrada através de projecções holográficas a partir da arma equipada. O jogo de tiros mantém-se inalterado, aparte de novas mecânicas, por exemplo, algumas armas podem recarregar mais lentamente permitindo que o jogador se abrigue e que assim permaneça por um período de tempo para ganhar munições. O jogador também pode mudar pelos vários tipos de granadas enquanto pressiona um dos botões do comando, incluindo Frag, Stun, EMP, Beijo e Smith's, Threat, etc. Também se pode escolher munições padrão ou outras baseadas em energia (como Laser), direccionadas conforme a classe escolhida e todas com diferentes atributos.
Em Advanced Warfare são apresentados os Exoesqueletos. A introdução desta mecânica permite melhorar os movimentos do jogador, como por exemplo, dar enormes saltos na vertical através de jactos instantâneos, o uso de arpão para segurar, a possibilidade de se ficar invisível, e biomecânicas que dão mais força, consciência, resistência e velocidade. Durante a campanha, os jogadores podem ganhar pontos durante as missões que podem depois ser usados para melhorar o Exoesqueleto com novas características. A personalização encontrada em Call of Duty: Ghosts também está presente em Advanced Warfare.

### Exo Survival
Exo Survival é um modo de jogo cooperativo por etapas, similar a Survival de Call of Duty: Modern Warfare 3 e Safeguard de Call of Duty: Ghosts. Podem jogar no máximo quatro jogadores online e dois localmente, para sobreviverem às vagas de inimigos que se tornam cada vez mais difíceis. Pode-se se usar o exoesqueleto do multijogador, melhorar o personagem assim como usar uma grande variedade de armas.
Depois de completar todas as etapas no Exo Survival, os jogadores recebem o mapa “Riot”, que contém zombies como inimigos. O jogo começa sem armas e sem habilidades para usar o exosqueleto. As armas estão espalhadas pelo chão para serem usadas contra os zombies. Existem vários tipos de zombies, alguns até usam exoesqueletos, mas só atacam em corpo a corpo. O objectivo é sobreviver durante uns minutos até a opção de extrair aparecer.

## Sinopse

### Cenário e personagens
No modo história, o jogador controla Jack Mitchell (Troy Baker), um ex-Fuzileiro dos Estados Unidos que integrou a maior companhia militar privada do mundo, a Corporação Atlas, depois do seu melhor amigo, Will Irons (Paul Telfer), filho do CEO da Atlas, ser morto em combate numa batalha contra a Coreia do Norte e de Mitchell ter perdido um braço durante esse confronto. A trabalhar para o poderoso CEO da Atlas, Jonathan Irons (voz e aparência de Kevin Spacey), com o apoio de outros militares como Gideon (Gideon Emery), Ilona (Angela Gots) e Joker (juntamente com tecnologia de ponta incluindo uma prótese avançada de um braço, treino de elite e uma enorme variedade de habilidades de exoesqueleto), Mitchell tem de lutar contra um novo grupo terrorista, o KVA que é liderada pelo tecnofóbico ‘Hades’ (Sharif Ibrahim), enquanto descobre uma conspiração mundial que envolve a Atlas.[carece de fontes?]

### Enredo
Em 2054, o soldado Jack Mitchell dos US Marines participa numa batalha contra norte coreanos , juntamente com os seus colegas, Will Irons e o Sargento Cormack (Russell Richardson). Durante o confronto, Will é morto e Mitchell perde o braço esquerdo, forçando a sua saída do serviço militar. Depois do funeral de Will, é feito um convite a Mitchell para se juntar à Corporação Atlas, a mais poderosa companhia militar privada do mundo. O convite foi feito por Jonathan Irons, CEO e fundador da Atlas e o pai de Will. Como "segunda oportunidade", é dado a Mitchell uma prótese de um braço. Entretanto, um grupo terrorista de nome KVA, liderado por "Hades", começa a fazer vários ataques, fazendo com que o mundo se vire para a Atlas como pedido de ajuda. Mitchell, o seu colega Gideon e outros soldados da Atlas salvam o primeiro ministro da Nigéria e capturam um membro da KVA em Lagos durante uma cimeira sobre tecnologia. No entanto, os ataques da KVA tornam-se mais sofisticados, e Mitchell e a sua equipe falham ao tentar prevenir um derretimento de um reator nuclear em Seattle. A KVA começa a fazer ataques similares um pouco por todo o mundo, irradiando numerosas cidades, matando milhares de pessoas, colocando os governos nacionais e as suas forças armadas em tumulto. A Atlas emerge assim como a força militar dominante, ajudando os civis afectados e contendo os ataques da KVA.
Quatro anos mais tarde em 2059, Mitchell e Gideon procuram na abandonada cidade de Detroit o Dr. Pierre Danois, o segundo em comando da KVA. Depois do interrogatório feita ao doutor por Ilona, uma ex-Spetsnaz agora da Atlas,a equipe Consegue localizar Hades em Santorini na Grécia onde os lideres da KVA estão reunidos numa conferencia. Mitchell confronta Hades e fere-o mortalmente. Antes de morrer, Hades diz-lhe "Irons sabe", e dá a Mitchell um chip antes do seu último suspiro. Ilona analisa o chip e descobrem que o homem que eles tinham capturado na Nigéria foi morto por Irons depois deste ter percebido dos ataques globais da KVA, provando que Irons permitiu deliberadamente que os ataques ocorressem para assim promover a reputação da Atlas. Irons tenta capturar Mitchell e Ilona, mas estes escapam da sede da Atlas na reconstruída Bagdá, com a ajuda de homem misterioso, enquanto que Gideon permanece do lado de Irons, embora com relutância. É revelado que o homem misterioso é Cormack, que lhes diz pertencer à Sentinel Task Force (STF), um movimento internacional que tenta prevenir que a Atlas suba ao poder.
Em 2060, Mitchell, agora pertencente à STF, junta-se a Cormack, Ilona e Knox (Khary Payton) e infiltram-se na residencia privada de Irons em Banguecoque. A equipe descobre que Dr. Danois (agora com o nome Bellamy) está a colaborar com Irons na "Manticore", uma arma biológica. Entretanto colocam um localizador no avião que transporta a arma para a Argentina. A STF consegue interceptar o avião, despenhando-se na Antárctica. Gideon aparece e ajuda os Sentinels a derrotar os soldados da Atlas depois de descobrir as intenções de Irons para a arma. A equipe consegue recuperar a ADM, e extrair dela uma amostra. Depois de a analisarem descobrem que a "Manticore" é uma arma desenhada para atacar o ADN de indivíduos específicos, significando que Irons podia usar a arma sem colocar em risco os seus militares. Os Sentinels, agora com Gideon, infiltram-se e destroem o laboratório de armas biológicas da Atlas na Bulgária, eliminando muitas amostras da "Manticore". Com o seu plano agora descoberto, a falar na Assembleia das Nações Unidas, Irons dá um ultimato para remover todos os políticos, que para ele são o problema do mundo. A STF descobrem que Irons está a planear um ataque preemptivo nos Estados Unidos e tentam assim interceptar uma ofensiva da Atlas em San Francisco. A Atlas destrói a Ponte Golden Gate, encurralando a 3ª Frota dos EU na baía, para a tentar destruir com um ataque apenas. O STF usa um canhão eléctrico num porta-aviões para destruir os navios da Atlas. Com o ultimato e o ataque em solo americano, os Estados Unidos declaram guerra à Atlas e Irons retira-se para a sua sede em Nova Baghdad.
Sete meses depois, os Sentinels e o exército dos Estados Unidos atacam Nova Baghdad para capturar Irons e trazê-lo perante a justiça. No entanto, a Atlas liberta a "Manticore", matando grande parte das tropas, incluindo Knox. Mitchell, Gideon e Ilona, cujos ADN foram reconhecidos pela arma como ex-soldados da Atlas, foram poupados, assim como Cormack que estava fora do raio de explosão. Os quatro são levados para um campo de prisioneiros da Atlas, onde se realizam experiências em humanos com a "Manticore". Os Sentinels escapam mas Cormack sucumbe a um ferimento causado por Irons, enquanto que a prótese de Mitchell fica muito danificada. Enquanto escapam da zona, descobrem que Irons tem Manticore suficiente para atacar todas as bases militares no mundo, estando já a preparar-se para lançar um míssil brevemente. Com o destino do mundo em risco, os Sentinels fazem um último ataque ao quartel da Atlas. Mitchell e Gideon conseguem impedir o lançamento do míssil. Entretanto encontram Irons enquanto outros Sentinels se preparam para bombardear o edifício. Irons desativa as armaduras exoesqueleto, forçando Mitchell a desfazer-se da sua para perseguir Irons. Mitchell atira Irons para fora do edifício, mas este fica pendurado segurando a prótese de Mitchell. Mitchell corta a prótese, enviando Irons em queda livre para a sua morte. Apesar de tudo, mesmo com Irons morto, Mitchell repara que tudo o que aconteceu é apenas o inicio, e que a guerra contra a Atlas está muito longe do fim.

## Desenvolvimento
Antes de serem co-produtores de Call of Duty: Modern Warfare 3, a Sledgehammer Games já estava a trabalhar num jogo Call of Duty. O jogo foi anunciado antes de Modern Warfare 3 e depois de Black Ops, no entanto, não foram dados nenhuns detalhes. Era dito que o jogo seria de acção-aventura na terceira pessoa. Também se dizia que um outro jogo Call of Duty massively multiplayer online game estava em produção. Eric Hirshberg da Activision disse que Modern Warfare 3 não era o mesmo jogo que o da Sledgehammer Games. Quando perguntado se estava a ser produzido algum jogo de acção-aventura, Hirshberg disse apenas que a Sledgehammer estava totalmente focada em Modern Warfare 3 e que o seu próprio jogo estava pendente.
Em Junho de 2014, foi confirmado que os estúdios High Moon Studios, a equipa que produziu o videojogo Deadpool e três da série Transformers, fará as versões PlayStation 3 e Xbox 360 de Advanced Warfare, enquanto que a Sledgehammer Games fará as versões para Microsoft Windows, PlayStation 4 e Xbox One. A Activision confirmou que não haverá versão para a consola Wii U.
Michael Condrey confirmou que Advanced Warfare terá soldados femininos no multijogador, tal como no antecessor Call of Duty: Ghosts.
Foi revelado numa sessão de perguntas e respostas no Reddit com os fundadores da Sledgehammer Games, que Call of Duty: Advanced Warfare corre a 1080p nativos na PlayStation 4. Para a Xbox One, Michael Condrey explicou que a resolução mínima é 1360x1080, mas existe um upscale dinâmico até aos 1080p, acrescentando que é um aumento superior a 50 porcento em comparação ao ano passado. Ambas as versões correm nuns sólidos 60 fotogramas por segundo (fps).

### Motor
Numa entrevista à revista Edge, Michael Condrey confirmou que o motor foi construído de raiz. Apesar de dizer que existem ainda linhas do código antigo, existem novas animações, renderizações, novos sistemas de física e audio.
Com o novo motor, o áudio foi criado de raiz. Don Veca, um dos da Sledgehammer Games que deixou a Visceral Games, trabalhou em Advanced Warfare: "Atravessa teu corpo, os teus ossos e a tua cabeça. Vais ouvir no teu ouvido, e soará completamente diferente," disse Veca à Edge, falando sobre a sensação de disparar uma arma no jogo. "Não interessa onde colocas os microfones, não vais capturar o som, tentámos assim emular essa sensação." Foi referido também que o áudio não foi produzido em último como em outros jogos, Glen Schofield disse "Queremos que o áudio seja tão importante como tudo resto e o Don está aqui desde o inicio connosco."
Outro dos objectivos que a Sledgehammer conseguiu com Advanced Warfare foram as animações (como visto durante a E3 2014). O sistema de animação facial é o mesmo que o usado no filme Avatar 2 de James Cameron, um grande salto e o primeiro na série Call of Duty. De acordo com a Activision, o novo ciclo de três anos de produção significa que o produtor de Advanced Warfare, a Sledgehammer Games, conseguiu criar um mundo quase foto-realista, diferente de tudo o que a série já criou.

### Revelação
Em Maio de 2014, a página oficial Call of Duty foi actualizada com uma imagem desfocada, imagem esta que seria revelada a 4 de Maio. No entanto, o video "escapou" para a internet e foi visto a 1 de Maio, uns dias antes do programado. O video mostra o actor Kevin Spacey a retratar um personagem do jogo, para além de mostrar uma variedade de tecnologias futuristas, incluindo aeronaves invisíveis, drones de bi-motor, exoesqueletos e luvas que permitem escalar paredes.
A 9 de Junho de 2014, a E3 abriu com um novo video de Advanced Warfare que mostrava enxames de drones que lembram aves e identificadores de inimigos de infravermelhos. Durante a apresentação, Phil Spencer da Xbox, disse que o conteúdo extra de Advanced Warfare será lançado primeiro na Xbox Live, tal como nos jogos anteriores da série.
A 29 de Julho de 2014, a Sledgehammer Games mostrou um video que dava a entender mais da história do jogo. Os últimos 5 segundos mostravam um pouco do multijogador, marcando a primeira vez que tal era visto. Era visível as "scorestreaks", uma característica usada em Black Ops II. Também foi visto o novo "heads-up display" (HUD), que normalmente é mudado em cada titulo novo da série. O video informou inclusive que haveria a revelação mundial do multijogador no dia 11 de Agosto de 2014 durante a Gamescom 2014.
A 30 de Outubro, uns dias dias antes do lançamento oficial, Taylor Kitsch e Emily Ratajkowski participaram num video promocional de Call of Duty: Advanced Warfare.

## Lançamento
Call of Duty: Advanced Warfare será editado mundialmente pela Activision (Square Enix no Japão) em 4 de Novembro de 2014 para Microsoft Windows, PlayStation 3, PlayStation 4, Xbox 360 e Xbox One.

### Bónus e edições especiais

Conteúdo da "Atlas Pro Edition"

Os jogadores nos EUA que reservarem o jogo na GameStop receberão uma nova "pele" de arma para usar em Call of Duty: Ghosts e Call of Duty: Black Ops II, e um poster de dupla face de edição limitada. Foi anunciado o bónus 'Advanced Arsenal' que consiste num exosqueleto personalizável e uma Arma Quantum EM1 para usar nos vários modos do jogo. Todas as pré-reservas serão melhoradas para a edição "Day Zero", que inclui acesso adiantado ao jogo com XP duplo, armas adicionais e itens para usar no jogo.
Foram reveladas três edições de coleccionador para Advance Warfare: "Atlas Pro Edition", "Atlas Limited Edition" e a "Atlas Digital Pro Edition". O mapa "Atlas Gorge" está incluído nas três e é uma reinvenção do mapa "Pipeline" de Call of Duty 4: Modern Warfare. O jogador também recebe o pacote ‘Atlas Digital Content Pack’ com as três edições, que inclui duas armas, um Exoesqueleto Atlas, capacete, uma carta de jogador, cinco "supply drops", e um token para dar uma melhoria ao Exoesqueleto durante a campanha. As duas edições físicas têm ainda um manual com arte conceptual juntamente com informação histórica e táctica, uma caixa em aço para o jogo e a banda sonora oficial composta por Harry Gregson-Williams e Audiomachine. No entanto, apenas a Digital Pro Edition e a Pro Edition têm o Passe de Época (Season Pass), que dá acesso a quatro pacotes de mapas.

### Conteúdo adicional
A Activision anunciou a Season Pass para Call of Duty: Advanced Warfare no dia 29 de Outubro de 2014. A Season Pass dá acesso a um mapa bónus, "Atlas Gorge", para além de quatro outros pacotes que contém outros conteúdos para o multijogador: Havoc, Ascendance, Supremacy e Reckoning. O primeiro pacote, Havoc, estará disponível em Janeiro de 2015. Como habitualmente, os conteúdos adicionais de Advanced Warfare estarão disponíveis primeiro nas plataformas Xbox; e tradicionalmente lançado um mês depois na PlayStation e Microsoft Windows. O modo cooperativo Exo Zombies foi anunciado em Novembro de 2014, tem a participação especial dos actores John Malkovich, Rose McGowan, Jon Bernthal e Bill Paxton e será lançado juntamente com o pacote Havoc em Janeiro de 2015 para Xbox e em Fevereiro para PlayStation e PC.

## Recepção

### Recepção crítica
Call of Duty: Advanced Warfare foi bem recebido pelos críticos. Os websites de críticas agregadas GameRankings e Metacritic dão à versão PlayStation 4 83.26% e 83/100 e à versão Xbox One 82.88% e 81/100, respectivamente.
Josh Harmon da revista Electronic Gaming Monthly deu a pontuação 9/10. Elogiou as mecânicas de combate, a história coerente (descreve-a como "uma mudança bem vinda em Call of Duty"), as novas opções de mobilidade, as personalizações no multijogador que ele descreve como sendo "as mais profundas, mais agradáveis de sempre em Call of Duty". também elogiou as engenhocas futuristas: "uma característica que dá nova vida à serie". No entanto criticou os níveis da campanha por serem muito similares aos jogos anteriores, a reviravolta previsível do enredo, o modo cooperativo e os veículos usados no modo história.
Brian Albert do IGN deu 9.1/10. Elogiou o cenário do jogo no séc. XXI, dizendo que é o melhor que se podia não esperar de um jogo  Call of Duty desde a trilogia Modern Warfare. Albert elogiou a campanha, destacando as interpretações de Troy Baker e Kevin Spacey nos seus papéis de Mitchell e Jonathan Irons respectivamente. Também gostou da criatividade dos níveis da campanha, apontando certas missões que dão liberdade para completar os objectivos. Albert elogiou o fato Exo, que apesar de não ser dar um uso completo durante a história é uma forte adição ao multijogador, tonando-o ainda mais intuitivo e divertido.
Daniel Tack da Game Informer deu 9/10, elogiando o movimento rápido "sem precedentes", a personalização e a variedade do multijogador, os visuais e a campanha para um jogador. No entanto criticou o enredo chamando-o de "previsível" e que as melhorias das armas não têm impacto. Resumiu o jogo como "um salto especial para a frente, mantendo o tiroteio que torna a série fantástica."
PlayStation Lifestyle deu 9/10 afirmando sobre a personalização "a Sledgehammer Games deu aos jogaores uma grande sensação de personalização que vai muito para além da cosmética de um emblema." Ludwig Kietzmann do Joystiq deu 4 em 5 estrelas possíveis. Elogiou o desenho dos mapas, a liberdade de movimentos, a campanha, a história e os personagens de aspecto cinemático. No entanto criticou o facto do jogo ser um pouco similar aos antecedentes: "Call of Duty: Advanced Warfare não tem o poder de quebrar as expectativas para a marca". Lorenzo Veloria da GamesRadar deu também 4 em 5 estrelas, elogiando as mecânicas frescas nos vários modos disponíveis assim como os visuais, no entanto criticou o modo cooperativo e a campanha.
Miguel Concepcion do GameSpot deu 8/10, elogiou o conteúdo rico do multijogador, o sistema de combate futurístico e o novo modo Uplink mas criticando a narrativa "inconsistente" ao afirmar "prevenindo-a de ser imersiva", assim como a pouca profundidade da curva de dificuldade, fazendo com que o modo cooperativo se torne "um tédio".
A USgamer deu 3.5/5 e afirma "Advanced Warfare executa a formula de modo competente enquanto acrescenta um punhado de pequenos ajustes como os mechs, canhões laser e saltos duplos; mas a Sledgehammer Games parece relutante em se soltar e tornar o jogo em todo o seu potencial, fazendo de Advanced Warfare uma entrada sólida mas no entanto com pouca excitação na série."

### Press F to pay respect
Um momento particular do jogo que foi escolhido pelos revisores e jogadores como um dos mais marcantes foi o funeral do personagem Will Irons, onde o jogador é levado a apertar um botão para se aproximar do caixão; na versão para PC, este aviso particular diz: Press F to pay respect (algo como pressione F para prestar respeito, em português). A cena foi criticada e ridicularizada por ser arbitrária, desnecessária e inadequada para um momento triste do jogo. Essa ironia desencadeou em um dos memes mais famosos dos últimos tempos desde então, desligada da sua fonte, tendo ganhado mais força no tributo prestado ao tiroteio de Jacksonville Landing, em Jacksonville (Flórida), pelo fato dos espectadores postarem a letra "F" no chat fazendo alusão a cena jogo.

### Prémios
Nos prémios de 2014 atribuídos pelo IGN, Call of Duty: Advanced Warfare foi nomeado para as categorias "Melhor Shooter", "Melhor Som", "Melhor Jogo para PS3", "Melhor Jogo para PS4", "Melhor Jogo para Xbox 360" e "Melhor Jogo para Xbox One", acabando por ganhar o prémio de "Melhores Gráficos - Tecnologia".

### Vendas
De acordo com um relatório de analistas da indústria na Cowen and Company, foi afirmado que as pré-reservas para Call of Duty: Advanced Warfare foram significativamente mais baixas que o jogo anterior, Call of Duty: Ghosts. "Advanced Warfare está quase 40% atrás de Ghosts (contra 50% da ultima semana) e 70% atrás de Black Ops II (contra 80% da ultima semana)," refere a firma, citando também a Amazon como fonte para a elaboração do relatório.
Em Janeiro de 2015, a empresa NPD Group revelou que Call of Duty: Advanced Warfare foi o jogo mais vendido em 2014 nos Estados Unidos. Também em 2014 na PlayStation Store, a versão PS4 de Call of Duty: Advanced Warfare foi a terceira mais vendida nos Estados Unidos e a oitava na Europa.